# Thyago Alves
Thyago Alves (Goiânia, 6 settembre 1984) è un modello e attore brasiliano.

## Biografia
Nasce in Goiânia, in Brasile e da adolescente si rivela una promessa calcistica nel São Paulo Juniores, squadra per cui fa il tifo e dove giocava come attaccante. Decide però di abbandonare la carriera di calciatore per intraprendere quella di modello. A 18 anni si trasferisce a Milano dove, rappresentato dall'agenzia Major Model Management, sfila per Armani e Versace. Nel febbraio del 2009 è stato il valletto di Paolo Bonolis e Luca Laurenti nella terza serata del Festival di Sanremo 2009.
Successivamente ha interpretato a teatro il ruolo di 'o brasileiro' in Dignità autonome di prostituzione di Luciano Melchionna, recitando a Milano, Roma e Vicenza anche nella primavera del 2010, ed a Napoli nel 2011. Nello stesso anno ha debuttato sul grande schermo con il film Il compleanno, seconda opera di Marco Filiberti, con Massimo Poggio e Alessandro Gassmann. Il film è stato presentato al Festival del Cinema di Venezia. Ultimamente è stato anche testimonial pubblicitario del Martini rosato.
Thyago Alves nel 2011 ha partecipato all'ottava edizione del reality show L'isola dei famosi, arrivando secondo dietro Giorgia Palmas con il 24% dei voti. Dopo il reality, insieme a Leonardo Pieraccioni, Rocco Papaleo e Ariadna Romero, è protagonista della commedia Finalmente la felicità, con la regia di Leonardo Pieraccioni. Nel 2015 Alves torna sulle scene televisive prendendo parte alla fiction di successo L'onore e il rispetto, vestendo i panni di Michele Giordano, figlio di Maria Pia e Dante (interpretati rispettivamente da Lina Sastri e Massimo Venturiello).

## Filmografia

### Cinema
- Il compleanno, regia di Marco Filiberti (2009)
- Finalmente la felicità, regia di Leonardo Pieraccioni (2011)

### Televisione
- L'onore e il rispetto - Parte quarta - regia di Luigi Parisi e Alessio Inturri (2015)

## Programmi televisivi
- Festival di Sanremo (Rai 1, 2009) - Conduttore nella 3ª serata
- L'isola dei famosi 8 (Rai 2, 2011) - Concorrente